# Campeonato Africano de Atletismo de 2012
A 18ª edição do Campeonato Africano de Atletismo foi organizado pela Confederação Africana de Atletismo no período de 27 de junho a 1 de julho de 2012 no Estádio Charles de Gaulle, em Porto Novo, no Benim. Foram disputadas 44 provas, com a presença de 569 atletas de 47 nacionalidades.

## Medalhistas

### Masculino
| Evento                           | Ouro                                                                        | Ouro     | Prata                                                                           | Prata    | Bronze                                                                                 | Bronze   |
| -------------------------------- | --------------------------------------------------------------------------- | -------- | ------------------------------------------------------------------------------- | -------- | -------------------------------------------------------------------------------------- | -------- |
| 100 metros detalhes              | Simon Magakwe · África do Sul                                               | 10.29    | Amr Ibrahim Mostafa Seoud · Egito                                               | 10.34    | Hua Wilfried Koffi · Costa do Marfim                                                   | 10.37    |
| 200 metros detalhes              | Ben Youssef Meité · Costa do Marfim                                         | 20.62    | Amr Ibrahim Mostafa Seoud · Egito                                               | 20.76    | Noah Akwu · Nigéria                                                                    | 20.83    |
| 400 metros detalhes              | Isaac Makwala · Botswana                                                    | 45.25    | Oscar Pistorius · África do Sul                                                 | 45.52    | Willem de Beer · África do Sul                                                         | 45.67    |
| 800 metros detalhes              | Taoufik Makhloufi · Argélia                                                 | 1:43.88  | Anthony Chemut · Quênia                                                         | 1:44.53  | André Oliver · África do Sul                                                           | 1:45.09  |
| 1 500 metros detalhes            | Caleb Mwangangi Ndiku · Quênia                                              | 3:35.71  | Ayanleh Souleiman · Djibuti                                                     | 3:36.34  | James Magut · Quênia                                                                   | 3:36.35  |
| 5 000 metros detalhes            | Mark Kiptoo · Quênia                                                        | 13:22.38 | Jonathan Maiyo · Quênia                                                         | 13:22.89 | Timothy Kosgei Kiptoo · Quênia                                                         | 13:24.67 |
| 10 000 metros detalhes           | Kenneth Kipkemoi · Quênia                                                   | 27:19.74 | Mark Kiptoo · Quênia                                                            | 27:20.77 | Lewis Mosoti · Quênia                                                                  | 27:22.54 |
| 110 metros barreiras detalhes    | Lehann Fourie · África do Sul                                               | 13.60    | Selim Nurudeen · Nigéria                                                        | 13.68    | Lyès Mokdel · Argélia                                                                  | 13.73    |
| 400 metros barreiras detalhes    | Amaechi Morton · Nigéria                                                    | 49.32    | Mamadou Kasse Hanne · Senegal                                                   | 49.39    | Boniface Mucheru · Quênia                                                              | 49.45    |
| 3 000 metros obstáculos detalhes | Abel Mutai · Quênia                                                         | 8:16.05  | Wilson Kipkemboi Maraba · Quênia                                                | 8:16.96  | Benjamin Kiplagat · Uganda                                                             | 8:18.73  |
| 4×100 metros estafetas detalhes  | África do Sul · Hannes Dreyer · Simon Magakwe · Roscoe Engel · Thuso Mpuang | 39.26    | Nigéria · Peter Emelieze · Obinna Metu · Adetoyi Durotoye · Ogho-Oghene Egwero  | 39.34    | Gana · Emmanuel Kubi · Timothy Abeyie · Ashhad Agyapong · Allah Laryea-Akrong          | 39.40    |
| 4×400 metros estafetas detalhes  | Nigéria · Saul Weigopwa · Amaechi Morton · Abiola Onakoya · Isah Salihu ·   | 3:02.39  | África do Sul · PC Beneke · Ofentse Mogawane · Oscar Pistorius · Willem de Beer | 3:04.01  | Quênia · Vincent Kiplangat Koskei · Vincent Mumo Kiilu · Boniface Mucheru · Mark Mutai | 3:04.12  |
| 20 km marcha detalhes            | Hédi Teraoui · Tunísia                                                      |          | David Kimutai Rotich · Quênia                                                   |          | Mohamed Ameur · Argélia                                                                |          |
| Salto em altura detalhes         | Kabelo Kgosiemang · Botswana                                                | 2.25     | Mohamed Younes · Sudão                                                          | 2.15     | Mathieu Kiplagat Sawe · Quênia                                                         | 2.15     |
| Salto com vara detalhes          | Mouhcine Cheaouri · Marrocos                                                | 5.10     | Samir El Mafhoum · Marrocos                                                     | 5.00     | Ruan Van Wyk · África do Sul                                                           | 4.90     |
| Salto em distância detalhes      | Ndiss Kaba Badji · Senegal                                                  | 8.04     | Zarck Visser · África do Sul                                                    | 7.98     | Ignisious Gaisah · Gana                                                                | 7.73     |
| Salto triplo detalhes            | Tosin Oke · Nigéria                                                         | 16.98    | Issam Nima · Argélia                                                            | 16.69    | Hugo Mamba-Schlick · Camarões                                                          | 16.34    |
| Arremesso de peso detalhes       | Burger Lambrechts · África do Sul                                           | 19.51    | Orazio Cremona · África do Sul                                                  | 19.19    | Yasser Ibrahim Farag · Egito                                                           | 18.78    |
| Lançamento de disco detalhes     | Victor Hogan · África do Sul                                                | 61.80    | Yasser Ibrahim Farag · Egito                                                    | 59.61    | Russel Tucker · África do Sul                                                          | 57.99    |
| Lançamento de martelo detalhes   | Chris Harmse · África do Sul                                                | 77.22    | Mohsen Mohamed Anani · Egito                                                    | 74.31    | Mostafa Al-Gamel · Egito                                                               | 73.81    |
| Lançamento de dardo detalhes     | Julius Yego · Quênia                                                        | 76.68    | John Ampomah · Gana                                                             | 70.65    | Kenechukwu Ezeofor · Nigéria                                                           | 69.58    |
| Decatlo detalhes                 | Ali Kamé · Madagáscar                                                       | 7511     | Mourad Souissi · Argélia                                                        | 7276     | Guillaume Thierry · Ilhas Maurícias                                                    | 7212     |

### Feminino
| Evento                           | Ouro                                                                               | Ouro     | Prata                                                                              | Prata    | Bronze                                                                                                  | Bronze   |
| -------------------------------- | ---------------------------------------------------------------------------------- | -------- | ---------------------------------------------------------------------------------- | -------- | --- | -------- |
| 100 metros detalhes              | Ruddy Zang Milama · Gabão                                                          | 11.16    | Blessing Okagbare · Nigéria                                                        | 11.18    | Gloria Asumnu · Nigéria                                                                                 | 11.28    |
| 200 metros detalhes              | Gloria Asumnu · Nigéria                                                            | 22.93    | Lawretta Ozoh · Nigéria                                                            | 22.93    | Marie Josée Ta Lou · Costa do Marfim                                                                    | 23.44    |
| 400 metros detalhes              | Amantle Montsho · Botswana                                                         | 49.54 ,  | Regina George · Nigéria                                                            | 51.11    | Amy Mbacke Thiam · Senegal                                                                              | 51.68    |
| 800 metros detalhes              | Francine Niyonsaba · Burundi                                                       | 1:59.11  | Eunice Sum · Quênia                                                                | 1:59.13  | Malika Akkaoui · Marrocos                                                                               | 1:59.90  |
| 1 500 metros detalhes            | Rabab Arafi · Marrocos                                                             | 4:05.80  | Mary Kuria · Quênia                                                                | 4:06.22  | Margaret Wangari · Quênia                                                                               | 4:06.50  |
| 5 000 metros detalhes            | Gladys Cherono · Quênia                                                            | 15:40.04 | Veronica Nyaruai · Quênia                                                          | 15:40.65 | Gotytom Gebreslase · Etiópia                                                                            | 15:53.34 |
| 10 000 metros detalhes           | Gladys Cherono · Quênia                                                            | 32:41.40 | Priscah Jepleting · Quênia                                                         | 32:45.73 | Betsy Saina · Quênia                                                                                    | 32:48.36 |
| 100 metros barreiras detalhes    | Gnima Faye · Senegal                                                               | 13.36    | Amina Ferguen · Argélia                                                            | 13.56    | Uhunoma Osazuwa · Nigéria                                                                               | 13.61    |
| 400 metros barreiras detalhes    | Muizat Ajoke Odumosu · Nigéria                                                     | 54.99    | Hayat Lambarki · Marrocos                                                          | 55.41    | Raasin McIntosh · Libéria                                                                               | 55.99    |
| 3 000 metros obstáculos detalhes | Mercy Wanjiku · Quênia                                                             | 9:43.26  | Birtukan Adamu · Etiópia                                                           | 9:45.41  | Hyvin Kiyeng Jepkemoi · Quênia                                                                          | 9:45.95  |
| 4×100 metros estafetas detalhes  | Nigéria · Christy Udoh · Gloria Asumnu · Oludamola Osayomi · Lawretta Ozoh         | 43.21    | Gana · Rosina Amenebede · Flings Owusu-Agyapong · Beatrice Gyaman · Janet Amponsah | 44.35    | Costa do Marfim · Marie Josée Ta Lou · Amandine Allou Affoue · Mireille Parfaite Gaha · Adeline Gouenon | 45.29    |
| 4×400 metros estafetas detalhes  | Nigéria · Endurance Abinuwa · Omolara Omotosho · Margaret Etim · Bukola Abogunloko | 3:28.77  | Botswana · Goitseone Seleka · Lydia Mashila · Oarabile Babolayi · Amantle Montsho  | 3:31.27  | Senegal · Mame Fatou Faye · Amy Mbacke Thiam · Fatou Diabaye · Ndeye Fatou Soumah                       | 3:31.64  |
| 20 km marcha detalhes            | Grace Wanjiru Njue · Quênia                                                        | 1:40:53  | Olfa Lafi · Tunísia                                                                | 1:46:17  | Aynalem Eshetu Shefrawe · Etiópia                                                                       | 1:49:45  |
| Salto em altura detalhes         | Lissa Labiche · Seicheles                                                          | 1.86     | Anika Smit · África do Sul                                                         | 1.86     | Rhizlane Siba · Marrocos                                                                                | 1.75     |
| Salto com vara detalhes          | Syrine Balti · Tunísia                                                             | 3.70     | Juanita Stander · África do Sul                                                    | 3.50     | Dorra Mahfoudhi · Tunísia Jeannie Van Dyk · África do Sul                                               | 3.40     |
| Salto em distância detalhes      | Blessing Okagbare · Nigéria                                                        | 6.96     | Janice Josephs · África do Sul                                                     | 6.29     | Lynique Prinsloo · África do Sul                                                                        | 6.22     |
| Salto triplo detalhes            | Sarah Nambawa · Uganda                                                             | 13.90    | Charlene Potgieter · África do Sul                                                 | 13.90    | Jamaa Chnaik · Marrocos                                                                                 | 13.75    |
| Arremesso de peso detalhes       | Chinwe Okoro · Nigéria                                                             | 16.21    | Omotayo Talabi · Nigéria                                                           | 15.63    | Auriol Dongmo Mekemnang · Camarões                                                                      | 15.41    |
| Lançamento de disco detalhes     | Chinwe Okoro · Nigéria                                                             | 56.60    | Elizna Naude · África do Sul                                                       | 55.88    | Kazai Suzanne Kragbe · Costa do Marfim                                                                  | 54.56    |
| Lançamento de martelo detalhes   | Amy Sène · Senegal                                                                 | 65.55    | Laetitia Bambara · Burquina Fasso                                                  | 65.08    | Sarah Bensaad · Tunísia                                                                                 | 60.75    |
| Lançamento de dardo detalhes     | Margaret Simpson · Gana                                                            | 54.62    | Justine Robbeson · África do Sul                                                   | 52.81    | Gerlize de Klerk · África do Sul                                                                        | 49.85    |
| Heptatlo detalhes                | Yasmina Omrani · Argélia                                                           | 5924     | Gabriella Kouassi · Costa do Marfim                                                | 5481     | Bianca Erwee · África do Sul                                                                            | 5338     |

## Quadro de medalhas
| Ordem | País            | Medalha de ouro | Medalha de prata | Medalha de bronze | Total |
| ----- | --------------- | --------------- | ---------------- | ----------------- | ----- |
| 1     | Nigéria         | 10              | 6                | 5                 | 21    |
| 2     | Quénia          | 9               | 9                | 9                 | 27    |
| 3     | África do Sul   | 6               | 10               | 8                 | 24    |
| 4     | Senegal         | 3               | 1                | 2                 | 6     |
| 5     | Botswana        | 3               | 1                | 0                 | 4     |
| 6     | Argélia         | 2               | 3                | 2                 | 7     |
| 7     | Marrocos        | 2               | 2                | 3                 | 7     |
| 8     | Tunísia         | 2               | 1                | 2                 | 5     |
| 9     | Gana            | 1               | 2                | 2                 | 5     |
| 10    | Costa do Marfim | 1               | 1                | 4                 | 6     |
| 11    | Uganda          | 1               | 0                | 1                 | 2     |
| 12    | Burundi         | 1               | 0                | 0                 | 1     |
| 12    | Gabão           | 1               | 0                | 0                 | 1     |
| 12    | Madagascar      | 1               | 0                | 0                 | 1     |
| 12    | Seicheles       | 1               | 0                | 0                 | 1     |
| 16    | Egito           | 0               | 4                | 2                 | 6     |
| 17    | Etiópia         | 0               | 1                | 2                 | 3     |
| 18    | Burquina Fasso  | 0               | 1                | 0                 | 1     |
| 18    | Djibouti        | 0               | 1                | 0                 | 1     |
| 18    | Sudão           | 0               | 1                | 0                 | 1     |
| 21    | Camarões        | 0               | 0                | 1                 | 1     |
| 21    | Libéria         | 0               | 0                | 1                 | 1     |
| 21    | Maurícia        | 0               | 0                | 1                 | 1     |
|       | Total           | 44              | 44               | 45                | 133   |

## Participantes
Um total de 569 atletas de 47 nacionalidades participaram do evento. 
- Argélia (13)
- Angola (1)
- Benim (33)
- Botswana (16)
- Burquina Fasso (9)
- Burundi (4)
- Camarões (19)
- Cabo Verde (2)
- República Centro-Africana (1)
- Chade (6)
- Comores (1)
- Costa do Marfim (13)
- República Democrática do Congo (3)
- Djibuti (6)
- Egito (12)
- Guiné Equatorial (4)
- Etiópia (56)
- Gabão (3)
- Gâmbia (10)
- Gana (28)
- Guiné-Bissau (1)
- Quênia (43)
- Lesoto (2)
- Libéria (8)
- Líbia (15)
- Madagáscar (4)
- Mali (10)
- Ilhas Maurícias (8)
- Marrocos (16)
- Moçambique (2)
- Namíbia (6)
- Níger (11)
- Nigéria (43)
- República do Congo (8)
- Ruanda (5)
- São Tomé e Príncipe (1)
- Senegal (16)
- Seicheles (10)
- Serra Leoa (2)
- África do Sul (69)
- Sudão (4)
- Essuatíni (2)
- Togo (12)
- Tunísia (11)
- Uganda (11)
- Zâmbia (3)
- Zimbabwe (6)

Legenda
| Recorde mundial       | Recorde mundial (World record)               |                       | Recorde africano                      | Recorde africano (African) |                                           | Q | Classificado por posição (Qualified) |
| Recorde do campeonato | Recorde do campeonato (Championship record)  | Recorde da América    | Recorde da América (Americas)         | q                          | Classificado por melhor tempo (Qualified) |   |                                      |
| Melhor marca do ano   | Melhor marca do ano (World leading)          | Recorde asiático      | Recorde asiático (Asian)              | DNS                        | Não largou (Did not start)                |   |                                      |
| Recorde nacional      | Recorde nacional (National record)           | Recorde europeu       | Recorde europeu (European)            | DNF                        | Não terminou (Did not finish)             |   |                                      |
| Recorde pessoal       | Recorde pessoal do atleta (Personal best)    | Recorde da Oceania    | Recorde da Oceania (Oceania)          | DSQ / DQ                   | Desclassificado (Disqualified)            |   |                                      |
| Recorde da temporada  | Recorde da temporada do atleta (Season best) | Recorde sul-americano | Recorde sul-americano (South America) | NM                         | Sem marca (No mark)                       |   |                                      |